# Tony Ras
Tony Ras (* 23. Februar 1994 in Den Haag) ist ein niederländischer Eishockeyspieler, der zuletzt bei HYS The Hague in der Eishockey-Eredivisie unter Vertrag stand.

## Karriere
Tony Ras begann seine Karriere in der Schüler-Bundesliga beim Krefelder EV 1981. In der Saison 2009/10 ging er für die Eindhoven High Techs in der Eerste Divisie, der zweiten niederländischen Eishockeyliga, aufs Eis. Anschließend kehrte er nach Deutschland zurück und war für den Kölner EC in der Deutschen Nachwuchsliga aktiv.

### International
Tony Ras vertrat sein Heimatland bei mehreren Junioren-Weltmeisterschaften, der U18-Junioren Weltmeisterschaft 2011 (Div. II) und 2012 (Div. II-A) sowie den U20-Junioren Weltmeisterschaft 2011 (Div. II), 2012 (Div. II-A), 2013 (Div. II-A) und 2014 (Div. II-A). Bei beiden U18-Welttitelkämpfen war er jeweils Kapitän seiner Mannschaft, bei der U20-Junioren Weltmeisterschaft 2013 wurde er Topscorer und bester Vorlagengeber der Division II-A.

## Karrierestatistik

### International
(Legende zur Spielerstatistik: Sp oder GP = absolvierte Spiele; T oder G = erzielte Tore; V oder A = erzielte Assists; Pkt oder Pts = erzielte Scorerpunkte; SM oder PIM = erhaltene Strafminuten; +/− = Plus/Minus-Bilanz; PP = erzielte Überzahltore; SH = erzielte Unterzahltore; GW = erzielte Siegtore; 1 Play-downs/Relegation; Kursiv: Statistik nicht vollständig)